# التبرندزلیبن
التبرندزلیبن (به آلمانی: Altbrandsleben) یک منطقهٔ مسکونی در آلمان است که در زاکسن-آنهالت واقع شده‌است.

## خصوصیات
التبرندزلیبن ۷٫۷۱ کیلومترمربع مساحت دارد ۱۷۱ متر بالاتر از سطح دریا واقع شده‌است.